# 威利 (喬治亞州雷本縣)
威利（英語：Wiley）是位於美國喬治亞州雷本縣的一個非建制地區。該地的面積和人口皆未知。

## 地理
威利的座標為34°47′54″N 83°25′13″W / 34.79833°N 83.42028°W，而該地的平均海拔高度為528米（即1732英尺）。